# Grzegorz Bartczak
Grzegorz Bartczak (ur. 21 czerwca 1985 roku w Legnicy) – polski piłkarz grający na pozycji prawego obrońcy. Obecnie zawodnik GKSu Raciborowice 

## Kariera klubowa
Grzegorz Bartczak do Zagłębia Lubin trafił przed sezonem 2002/2003 z Konfeksu Legnica. 3 sierpnia 2002 zadebiutował w polskiej ekstraklasie, w wygranym 5:0 meczu z Pogonią Szczecin, w którym strzelił również swoją pierwszą bramkę. Lubiński zespół na koniec rozgrywek zajął w tabeli miejsce barażowe i w meczu o utrzymanie odpadł w konfrontacji z Górnikiem Łęczna. W sezonie 2003/2004 Bartczak zagrał w 10 pojedynkach, a jego klub, po roku banicji powrócił do gry w najwyższej klasie rozgrywkowej.
W sezonie 2004/2005 na boisku pojawiał się częściej. Zagrał w 17 ligowych meczach oraz dziesięciu pucharu Polski, w którym Zagłębie dotarło do finału, gdzie przegrało z Dyskobolią Grodzisk Wielkopolski. W kolejnych rozgrywkach, ze względu na dużą konkurencję w składzie, obrońca częściej wchodził na murawę z ławki rezerwowych niż pojawiał się na niej od pierwszych minut. W sezonie 2006/2007 wywalczył sobie miejsce w podstawowym składzie Zagłębia, które wówczas sięgnęło po tytuł mistrza Polski, zaś w lipcu 2007 roku pokonało w Superpucharze Polski GKS Bełchatów 1:0.
W sezonie 2007/2008 był podstawowym zawodnikiem swojego klubu. Walczył z nim w kwalifikacjach Ligi Mistrzów, w których Zagłębie odpadło w drugiej rundzie po dwumeczu ze Steauą Bukareszt. Lubinianie nie powtórzyli sukcesu sprzed roku i zajęli w lidze piąte miejsce. Zostali jednak karnie zdegradowani za udział w aferze korupcyjnej. Po spadku do pierwszej ligi Bartczak pozostał w drużynie. W rundzie jesiennej był pewnym punktem defensywy. W październiku 2008 doznał ciężkiej kontuzji zerwania więzadeł w kolanie i wiosną nie zagrał w żadnym spotkaniu. Zagłębie uplasowało się w tabeli na drugiej lokacie i wywalczyło bezpośredni awans do Ekstraklasy.
W dniu 15 czerwca 2011 podpisał 3-letni kontrakt z Jagiellonią Białystok, do której przyszedł na zasadzie wolnego transferu po usunięciu z drużyny Zagłębia Lubin za domniemany udział w tzw. aferze korupcyjnej. W styczniu 2012 został skazany na półtora roku więzienia w zawieszeniu. 10 lutego 2012 Bartczak rozwiązał za porozumieniem stron obowiązujący do 30 czerwca 2014 roku kontrakt z Jagiellonią. 20 kwietnia 2012 podpisał kontrakt z Wartą Poznań. We wrześniu 2012 w związku z aferą korupcyjną Komisja Dyscyplinarna PZPN ukarała zawodnika półroczną dyskwalifikacją. W styczniu 2013 podpisał 2-letni kontrakt z Miedzią Legnica.

## Kariera reprezentacyjna
W reprezentacji Polski Grzegorz Bartczak zadebiutował 17 października 2007, wchodząc na boisko w 83. minucie przegranego 0:1 meczu z Węgrami. W grudniu tego samego roku zagrał w pierwszej połowie towarzyskiego spotkania z Bośnią i Hercegowiną. Dotychczas były to jego jedyne występy w barwach narodowych.

### Statystyki klubowe
Aktualne na 2 sierpnia 2019:
| Klub                  | Sezon              | Liga               | Liga  | Liga   | Puchar kraju | Puchar kraju | Europa | Europa | Inne  | Inne   | Suma  | Suma   |
| Klub                  | Sezon              | Liga               | Mecze | Bramki | Mecze        | Bramki       | Mecze  | Bramki | Mecze | Bramki | Mecze | Bramki |
| --------------------- | ------------------ | ------------------ | ----- | ------ | ------------ | ------------ | ------ | ------ | ----- | ------ | ----- | ------ |
| Zagłębie Lubin        | 2002/2003          | Ekstraklasa        | 15    | 1      | 0            | 0            | –      | –      | 2     | 0      | 17    | 1      |
| Zagłębie Lubin        | 2003/2004          | II liga            | 10    | 0      | 0            | 0            | –      | –      | –     | –      | 10    | 0      |
| Zagłębie Lubin        | 2004/2005          | Ekstraklasa        | 17    | 1      | 10           | 1            | –      | –      | –     | –      | 27    | 2      |
| Zagłębie Lubin        | 2005/2006          | Ekstraklasa        | 21    | 1      | 6            | 0            | –      | –      | –     | –      | 27    | 1      |
| Zagłębie Lubin        | 2006/2007          | Ekstraklasa        | 24    | 1      | 1            | 0            | –      | –      | 5     | 0      | 30    | 1      |
| Zagłębie Lubin        | 2007/2008          | Ekstraklasa        | 29    | 0      | 5            | 0            | 2      | 0      | 5     | 0      | 41    | 0      |
| Zagłębie Lubin        | 2008/2009          | I liga             | 15    | 2      | 1            | 0            | –      | –      | –     | –      | 16    | 2      |
| Zagłębie Lubin        | 2009/2010          | Ekstraklasa        | 18    | 0      | 0            | 0            | –      | –      | –     | –      | 18    | 0      |
| Zagłębie Lubin        | 2010/2011          | Ekstraklasa        | 8     | 0      | 0            | 0            | –      | –      | –     | –      | 8     | 0      |
| Zagłębie Lubin        | Ogólnie            | Ogólnie            | 157   | 6      | 23           | 1            | 2      | 0      | 12    | 0      | 193   | 7      |
| Jagiellonia Białystok | 2011/2012 j        | Ekstraklasa        | 11    | 0      | 0            | 0            | 2      | 0      | –     | –      | 13    | 0      |
| Jagiellonia Białystok | Ogólnie            | Ogólnie            | 11    | 0      | 0            | 0            | 2      | 0      | 0     | 0      | 13    | 0      |
| Warta Poznań          | 2011/2012 w        | I liga             | 11    | 0      | 0            | 0            | –      | –      | –     | –      | 11    | 0      |
| Warta Poznań          | 2012/2013 j        | I liga             | 17    | 3      | 3            | 1            | –      | –      | –     | –      | 20    | 4      |
| Warta Poznań          | Ogólnie            | Ogólnie            | 28    | 3      | 3            | 1            | 0      | 0      | 0     | 0      | 31    | 4      |
| Miedź Legnica         | 2012/2013 w        | I liga             | 14    | 1      | 0            | 0            | –      | –      | –     | –      | 14    | 1      |
| Miedź Legnica         | 2013/2014          | I liga             | 10    | 1      | 3            | 0            | –      | –      | –     | –      | 13    | 1      |
| Miedź Legnica         | 2014/2015          | I liga             | 19    | 0      | 0            | 0            | –      | –      | –     | –      | 19    | 0      |
| Miedź Legnica         | 2015/2016          | I liga             | 28    | 3      | 2            | 0            | –      | –      | –     | –      | 30    | 3      |
| Miedź Legnica         | 2016/2017          | I liga             | 29    | 5      | 2            | 0            | –      | –      | –     | –      | 31    | 5      |
| Miedź Legnica         | 2017/2018          | I liga             | 28    | 1      | 1            | 0            | –      | –      | –     | –      | 29    | 1      |
| Miedź Legnica         | 2018/2019          | Ekstraklasa        | 24    | 0      | 3            | 0            | –      | –      | –     | –      | 27    | 0      |
| Miedź Legnica         | 2019/2020          | I liga             | 2     | 0      | 0            | 0            | –      | –      | –     | –      | 2     | 0      |
| Miedź Legnica         | Ogólnie            | Ogólnie            | 154   | 11     | 11           | 0            | 0      | 0      | 0     | 0      | 165   | 11     |
| Ogólnie w karierze    | Ogólnie w karierze | Ogólnie w karierze | 350   | 20     | 37           | 2            | 4      | 0      | 12    | 0      | 403   | 22     |

### Mecze w reprezentacji Polski
| L.p. | Data                 | Miejsce                           | Miejsce | Gospodarz            | Wynik | Gość   | Rodzaj rozgrywek | Uwagi                    | Źródło |
| L.p. | Data                 | Stadion                           | Miasto  | Gospodarz            | Wynik | Gość   | Rodzaj rozgrywek | Uwagi                    | Źródło |
| ---- | -------------------- | --------------------------------- | ------- | -------------------- | ----- | ------ | ---------------- | ------------------------ | ------ |
| 1    | 17 października 2007 | Stadion im. Ludwika Sobolewskiego | Łódź    | Polska               | 0:1   | Węgry  | Mecz towarzyski  |                          | [ 6 ]  |
| 2    | 15 grudnia 2007      | World of Wonders Futbol Merkezi   | Kundu   | Bośnia i Hercegowina | 0:1   | Polska | Mecz towarzyski  | (nieuznawany przez FIFA) | [ 7 ]  |